# Brynzové halušky
Brynzové halušky (slovensky bryndzové halušky) jsou slovenské národní jídlo. Připravují se z brambor, mouky, soli, brynzy a slaniny.
Tradice brynzových halušek zřejmě souvisí s tradičním způsobem života slovenského obyvatelstva, tradicí chovu ovcí a výrobou výrobků z ovčího mléka, hlavně brynzy.
Podle etnoložky Kataríny Nádaské se brynzové halušky ve slovenské kuchyni objevily až v 17. století a to pod rumunským vlivem.